# Albin (ime)
Albin je moško osebno ime.

## Različice imena
- Moške oblike imena: Albino, Albi, Alfij, Alvin, Albinček; Bine, Binč, Bini, Bino, Binej, Binček; Belko, Belo; Zoran, Zorko, Zorislav.
- Ženske oblike imena: Albina, Albinca, Albinka; Bina, Binca, Binka; Zora, Zorka.

## Izvor imena
Ime Albin izhaja iz latinskega imena Albinus. To ime razlagajo z latinsko besedo albinus, ki ima več pomenov »bel; belo oblečen, bled, siv, svetel; srečonosen, ugoden dober«.
V latinščini  pomeni (latinsko albus) bel; v starovisokinemščini (nemško Albuin oziroma nemško Alwin ) pa plemenit prijatelj.
V staronemščini izhaja ime Albwin iz alb, ‘nadnarano bitje’, in wini, ’prijatelj’. Pomen imena bi lahko torej razlagali kot prijatelj nadnaravnih bitij, ali človek, ki so mu nadnaravna bitja naklonjena.

## Pogostost imena
Po podatkih SURS-a je bilo na dan 31. decembra 2007 v Sloveniji 2057 oseb z imenon Albin. Ostale oblike imena, ki so bile na ta dan še v uporabi: Albino (7), Bine (223), Belko (manj kot 5), Albina (2368), Albinca (30), Bina (20), Binca (6).

## Osebni praznik
Albin prazjuje god 1. marca. Albin, v nekaterih koledarjih je ob njem tudi domača različica Belko, je bilo ime svetnika, opata in škofa iz Angersa, ki je umrl 1. marca okrog leta 550.

## Znane osebe
Albin Belar, seizmolog; Albin Felc, hokejist; Albin Gutman, general; Albin Krese, slikar; Albin Lapajna,partizan; Albin Lugarič, slikar
Simon Kopač-Bine, odpadnik; Bine Kordež, predsednik uprave Merkurja

## Zanimivost
Po pomenu imenoma Albin, odnosno Albina ustrezajo slovanska imena Belotin, Bela in Belica, ki so se na Slovenskem uporabljala od 9. do 11. stoletja. Na moško ime Belotin spominja ime naselja Beltinci.